# Copa das Nações da OFC de 1996
A Copa das Nações da OFC de 1996 na verdade começou em novembro de 1995. Foi um torneio sui generis, pois contou com a partipação de apenas quatro países e foi, na verdade, a fase final de um campeonato que se iniciou com a Copa da Melanésia, vencida pelas Ilhas Salomão, e com a Copa da Polinésia, vencida pelo Taiti. O torneio não teve sede fixa, e suas partidas aconteceram num sistema de mata-matas com jogos de ida e volta.

## Times participantes
- Austrália (classificada por direito)
- Nova Zelândia (classificada por direito)
- Ilhas Salomão (campeã da Copa da Melanésia)
- Taiti (campeão da Copa da Polinésia)

## Jogos

### Semifinais
| 10 de novembro de 1995 | Nova Zelândia | 0 – 0 | Austrália | Queen Elizabeth II Park, Christchurch Público: 8.000 Árbitro: Barry Tasker |
|                        |               |       |           |                                                                            |

| 15 de novembro de 1995 | Austrália                                             | 3 – 0 | Nova Zelândia | Breakers Stadium, Newcastle Público: 8.858 Árbitro: Simon Micallef |
|                        | Damian Mori 33' · Paul Wade 45' (P) · Joe Spiteri 51' |       |               |                                                                    |

| 17 de novembro de 1995 | Ilhas Salomão | 0 – 1 | Taiti                  | Lawson Tama Stadium, Honiara Público: 15.000 Árbitro: Intaz Shah |
|                        |               |       | Jean-Loup Rousseau 72' |                                                                  |

| 11 de maio de 1996 | Taiti                                      | 2 – 1 | Ilhas Salomão   | Pater Stadium, Papeete Público: 15.000 Árbitro: Derek Rugg |
|                    | Jean-Loup Rousseau 46+' · Macha Gatien 88' |       | Robert Seni 81' |                                                            |

### Final
| 27 de outubro de 1996 | Taiti | 0 – 6 | Austrália                                                             | Olympic Stadium, Papeete Público: 5.000 Árbitro: Barry Tasker |
|                       |       |       | Ernie Tapai 5' · Paul Trimboli 20' · Kris Trajanovski 25' 28' 44' 89' |                                                               |

| 1 de novembro de 1996 | Austrália                                                                  | 5 – 0 | Taiti | Bruce Stadium, Canberra Público: 9.421 Árbitro: Intaz Shah |
|                       | Robbie Hooker 11' · Kris Trajanovski 21' 36' 54' · Rupena Raumati 31' (GC) |       |       |                                                            |

| Campeão da Copa das Nações da OFC de 1996 |
| ----------------------------------------- |
| Austrália Segundo título                  |

## Artilheiros
- Kris Trajanovski (7 gols)
- Jean-Loup Rousseau (2 gols)